# Альбумины

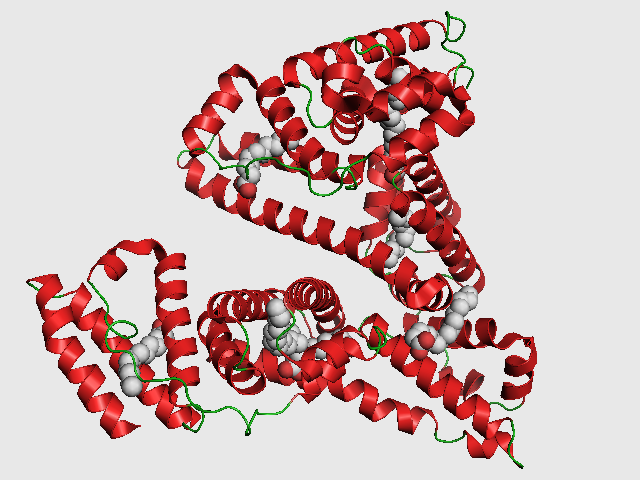
Альбумин

Альбумины (от лат. albus «белый») — простые растворимые в воде белки, умеренно растворимые в концентрированных растворах соли и развёртывающиеся при нагревании (денатурация белка). Их относительная молекулярная масса составляет примерно 65000 Да, не содержат углеводов. Вещества, содержащие альбумин, такие как яичный белок, называются альбуминоидами. Альбуминоидами являются также сыворотка крови, эндосперм растений.

## Физические и химические свойства
Кроме воды растворимы в солевых растворах, кислотах и щелочах; при гидролизе распадаются на различные аминокислоты. Альбумины могут быть получены в кристаллическом виде.

## Биологические свойства и функции
Проявляют высокую связывающую способность по отношению к различным низкомолекулярным соединениям, содержат гидрофильные и липофильные связи.
Основные функции заключаются в создании коллоидно-осмотического давления, препятствующего потере плазмы в капиллярах.

## Сывороточный альбумин
Наиболее известный вид альбумина — сывороточный альбумин. Он содержится в крови в сыворотке (отсюда название), но он также может встречаться в других жидкостях (например, в спинно-мозговой жидкости).
Сывороточный альбумин синтезируется в печени и составляет большую часть среди всех сывороточных белков. Альбумин, содержащийся в крови человека, называется человеческий сывороточный альбумин, он составляет около 55 % от всех белков, содержащихся в плазме крови.
Поскольку концентрация альбумина высока, а размеры его молекулы невелики, этот белок на 80 % определяет коллоидно-осмотическое давление плазмы.
Общая площадь поверхности множества мелких молекул сывороточного альбумина очень велика, поэтому они особенно хорошо подходят для выполнения функции переносчиков многих транспортируемых кровью и плохо растворимых в воде веществ. К веществам, связываемым сывороточным альбумином, относятся билирубин, уробилин, жирные кислоты, соли желчных кислот, некоторые экзогенные вещества — пенициллин, сульфамиды, ртуть, липидные гормоны, некоторые лекарства, такие как варфарин, фенобутазон, хлофибрат и фенитоин и т. д. Одна молекула альбумина может одновременно связать 25—50 молекул билирубина (молекулярная масса 585 Да). По этой причине сывороточный альбумин иногда называют «молекулы-такси». Сывороточный альбумин также продемонстрировал способность связывать и частично нейтрализовать бактериальные токсины, такие как стрептолизин О от S. pyogenes и токсин B от Clostridioides difficile. Конкуренция между лекарствами за места связывания на молекуле альбумина может вызвать увеличение концентрации в свободном виде одного из лекарств или обоих, что повлияет на их активность.
На мембранах клеток имеются рецепторы к альбуминам — альбандины.
Наиболее широко используются человеческий сывороточный альбумин и бычий сывороточный альбумин, часто применяемый в медицинских и молекулярно-биологических лабораториях.
Нормальный уровень сывороточного альбумина у взрослых составляет от 35 до 50 г/л. Для детей в возрасте менее 3 лет нормальный уровень — в пределах 25—55 г/л.
Низкий уровень альбумина (гипоальбуминемия) может возникать из-за болезни печени, нефротического синдрома, ожогов, энтеропатии с потерей белка, недоедания, злокачественных новообразований, на поздних сроках беременности. Низкий уровень альбумина коррелирует с неблагоприятными исходами во многих заболеваниях, включая COVID-19. Приём ретинола (витамина А) в некоторых случаях может повысить уровень альбумина до высоких субнормальных значений (49 г/л). Лабораторные эксперименты показали, что приём ретинола регулирует синтез человеческого альбумина.
Высокий уровень альбумина (гиперальбуминемия) почти всегда возникает в результате обезвоживания.

## Другие типы альбуминов
Другие типы включают в себя альбумины яичного белка (кональбумин, овальбумин, авидин), C-реактивный белок, лактальбумин (альфа-лактальбумин), парвальбумин, рицин.

## Измерение уровня альбумина
Измерение уровня альбумина является компонентом теста функции печени. Измерение уровня альбумина может проводиться и как самостоятельный анализ.

## Применение
Яичный, молочный, сывороточный альбумины применяются в кондитерском и текстильном производстве, в фармации и медицине.
Молочный альбумин составляет основу итальянского молочного продукта рикотта и его аналогов у других народов.
По методу академика Б. Патона альбумин применяется в качестве сварочного материала в хирургических операциях, по методике плазменной сварки живых тканей кишечника и желудка человека. Яичный альбумин также используется в некоторых способах фотопечати.